# Bathycongrus nasicus
Bathycongrus nasicus és una espècie de peix pertanyent a la família dels còngrids.

## Hàbitat
És un peix marí i batidemersal que viu entre 230 i 1.040 m de fondària.

## Distribució geogràfica
Es troba a l'Índic: el golf d'Aden, el mar d'Aràbia i la badia de Bengala.

## Observacions
És inofensiu per als humans.